# Кубок Англії з футболу 1964—1965
Кубок Англії з футболу 1964—1965 — 84-й розіграш найстарішого футбольного турніру у світі, Кубка виклику Футбольної Асоціації, також відомого як Кубок Англії. Вперше титул здобув Ліверпуль.

## Перший раунд
| Дата                      | Господарі              | Рахунок | Гості                    |
| ------------------------- | ---------------------- | ------- | ------------------------ |
| 14 листопада              | Честер Сіті            | 5:0     | Кру Александра           |
| 14 листопада              | Честерфілд             | 2:0     | Саут Шилдс               |
| 14 листопада              | Дартфорд               | 1:1     | Олдершот                 |
| 18 листопада Перегравання | Олдершот               | 1:0     | Дартфорд                 |
| 14 листопада              | Борнмут                | 7:0     | Грейвсенд-енд-Нортфліт   |
| 14 листопада              | Барнет                 | 2:1     | Кембридж Юнайтед         |
| 14 листопада              | Барроу                 | 1:1     | Грімсбі Таун             |
| 17 листопада Перегравання | Грімсбі Таун           | 2:2     | Барроу                   |
| 23 листопада Перегравання | Барроу                 | 0:2     | Грімсбі Таун             |
| 14 листопада              | Бристоль Сіті          | 1:0     | Брайтон енд Гоув Альбіон |
| 14 листопада              | Велтон Роверз          | 1:1     | Веймут                   |
| 18 листопада Перегравання | Веймут                 | 4:3     | Велтон Роверз            |
| 14 листопада              | Редінг                 | 3:1     | Вотфорд                  |
| 14 листопада              | Волсолл                | 0:2     | Бристоль Роверз          |
| 14 листопада              | Вісбеч Таун            | 0:2     | Брентфорд                |
| 14 листопада              | Ноттс Каунті           | 2:0     | Челмсфорд Сіті           |
| 14 листопада              | Маклсфілд Таун         | 1:2     | Рексем                   |
| 14 листопада              | Лутон Таун             | 1:0     | Саутенд Юнайтед          |
| 14 листопада              | Скарборо               | 1:0     | Бредфорд Сіті            |
| 14 листопада              | Транмер Роверз         | 0:0     | Лінкольн Сіті            |
| 18 листопада Перегравання | Лінкольн Сіті          | 1:0     | Транмер Роверз           |
| 14 листопада              | Стокпорт Каунті        | 2:1     | Віган Атлетік            |
| 14 листопада              | Кіддермінстер Гарріерз | 1:4     | Галл Сіті                |
| 14 листопада              | Квінз Парк Рейнджерс   | 2:0     | Бат Сіті                 |
| 14 листопада              | Крук Таун              | 1:0     | Карлайл Юнайтед          |
| 14 листопада              | Кінгс-Лінн             | 0:1     | Шрусбері Таун            |
| 14 листопада              | Міллволл               | 2:0     | Кеттерінг Таун           |
| 14 листопада              | Олдем Атлетік          | 4:0     | Герефорд Юнайтед         |
| 14 листопада              | Бредфорд Парк-Авеню    | 2:3     | Донкастер Роверз         |
| 14 листопада              | Ексетер Сіті           | 1:0     | Гейєс                    |
| 14 листопада              | Сканторп Юнайтед       | 1:2     | Дарлінгтон               |
| 14 листопада              | Порт Вейл              | 2:1     | Гендон                   |
| 14 листопада              | Галіфакс Таун          | 2:2     | Саут Ліверпуль           |
| 18 листопада Перегравання | Саут Ліверпуль         | 4:2     | Галіфакс Таун            |
| 14 листопада              | Ньюпорт Каунті         | 5:3     | Сполдінг Юнайтед         |
| 14 листопада              | Саутпорт               | 6:1     | Еннфілд Плейн            |
| 14 листопада              | Воркінгтон             | 2:0     | Рочдейл                  |
| 14 листопада              | Йорк Сіті              | 5:1     | Бангор Сіті              |
| 14 листопада              | Нетерфілд              | 1:3     | Барнслі                  |
| 14 листопада              | Гілдфорд Сіті          | 2:2     | Джиллінгем               |
| 18 листопада Перегравання | Джиллінгем             | 1:0     | Гілдфорд Сіті            |
| 14 листопада              | Ромфорд                | 0:0     | Енфілд                   |
| 17 листопада Перегравання | Енфілд                 | 0:0     | Ромфорд                  |
| 23 листопада Перегравання | Ромфорд                | 2:4     | Енфілд                   |
| 14 листопада              | Пітерборо Юнайтед      | 5:1     | Солсбері Сіті            |
| 14 листопада              | Колчестер Юнайтед      | 3:3     | Бідефорд                 |
| 18 листопада Перегравання | Бідефорд               | 1:2     | Колчестер Юнайтед        |
| 14 листопада              | Кентербері Сіті        | 0:6     | Торкі Юнайтед            |
| 14 листопада              | Корбі Таун             | 1:3     | Гартліпул Юнайтед        |
| 14 листопада              | Оксфорд Юнайтед        | 0:1     | Менсфілд Таун            |

## Другий раунд
До другого раунду увійшли переможці першого раунду. 
| Дата                  | Господарі            | Рахунок | Гості                |
| --------------------- | -------------------- | ------- | -------------------- |
| 5 грудня              | Енфілд               | 4:4     | Барнет               |
| 8 грудня Перегравання | Барнет               | 3:0     | Енфілд               |
| 5 грудня              | Честерфілд           | 2:1     | Йорк Сіті            |
| 5 грудня              | Борнмут              | 0:3     | Бристоль Сіті        |
| 5 грудня              | Лутон Таун           | 1:0     | Джиллінгем           |
| 5 грудня              | Донкастер Роверз     | 0:0     | Скарборо             |
| 9 грудня Перегравання | Скарборо             | 1:2     | Донкастер Роверз     |
| 5 грудня              | Рексем               | 2:3     | Саутпорт             |
| 5 грудня              | Квінз Парк Рейнджерс | 3:3     | Пітерборо Юнайтед    |
| 9 грудня Перегравання | Пітерборо Юнайтед    | 2:1     | Квінз Парк Рейнджерс |
| 5 грудня              | Барнслі              | 2:5     | Честер Сіті          |
| 5 грудня              | Брентфорд            | 4:0     | Ноттс Каунті         |
| 5 грудня              | Крук Таун            | 0:1     | Олдем Атлетік        |
| 5 грудня              | Бристоль Роверз      | 4:1     | Веймут               |
| 5 грудня              | Саут Ліверпуль       | 0:2     | Воркінгтон           |
| 5 грудня              | Міллволл             | 4:0     | Порт Вейл            |
| 5 грудня              | Галл Сіті            | 1:1     | Лінкольн Сіті        |
| 9 грудня Перегравання | Лінкольн Сіті        | 3:1     | Галл Сіті            |
| 5 грудня              | Ексетер Сіті         | 1:2     | Шрусбері Таун        |
| 5 грудня              | Гартліпул Юнайтед    | 0:0     | Дарлінгтон           |
| 9 грудня Перегравання | Дарлінгтон           | 4:1     | Гартліпул Юнайтед    |
| 5 грудня              | Ньюпорт Каунті       | 3:0     | Менсфілд Таун        |
| 5 грудня              | Торкі Юнайтед        | 2:0     | Колчестер Юнайтед    |
| 5 грудня              | Олдершот             | 1:3     | Редінг               |
| 7 грудня              | Стокпорт Каунті      | 1:0     | Грімсбі Таун         |

## Третій раунд
| Дата                  | Господарі               | Рахунок | Гості                   |
| --------------------- | ----------------------- | ------- | ----------------------- |
| 9 січня               | Честерфілд              | 0:3     | Пітерборо Юнайтед       |
| 9 січня               | Дарлінгтон              | 0:2     | Арсенал                 |
| 9 січня               | Барнет                  | 2:3     | Престон Норт-Енд        |
| 9 січня               | Бристоль Сіті           | 1:1     | Шеффілд Юнайтед         |
| 11 січня Перегравання | Шеффілд Юнайтед         | 3:0     | Бристоль Сіті           |
| 9 січня               | Бернлі                  | 1:1     | Брентфорд               |
| 12 січня Перегравання | Брентфорд               | 0:2     | Бернлі                  |
| 9 січня               | Саутгемптон             | 3:1     | Лейтон Орієнт           |
| 9 січня               | Редінг                  | 2:2     | Ньюпорт Каунті          |
| 11 січня Перегравання | Ньюпорт Каунті          | 0:1     | Редінг                  |
| 9 січня               | Лестер Сіті             | 2:2     | Блекберн Роверз         |
| 14 січня Перегравання | Блекберн Роверз         | 1:2     | Лестер Сіті             |
| 9 січня               | Ноттінгем Форест        | 1:0     | Норвіч Сіті             |
| 9 січня               | Астон Вілла             | 3:0     | Ковентрі Сіті           |
| 9 січня               | Болтон Вондерерз        | 4:1     | Воркінгтон              |
| 9 січня               | Мідлсбро                | 6:2     | Олдем Атлетік           |
| 9 січня               | Вест-Бромвіч Альбіон    | 1:2     | Ліверпуль               |
| 9 січня               | Лутон Таун              | 0:3     | Сандерленд              |
| 9 січня               | Евертон                 | 2:2     | Шеффілд Венсдей         |
| 13 січня Перегравання | Шеффілд Венсдей         | 0:3     | Евертон                 |
| 9 січня               | Свіндон Таун            | 1:2     | Іпсвіч Таун             |
| 9 січня               | Донкастер Роверз        | 0:1     | Гаддерсфілд Таун        |
| 9 січня               | Манчестер Сіті          | 1:1     | Шрусбері Таун           |
| 13 січня Перегравання | Шрусбері Таун           | 3:1     | Манчестер Сіті          |
| 9 січня               | Фулгем                  | 3:3     | Міллволл                |
| 13 січня Перегравання | Міллволл                | 2:0     | Фулгем                  |
| 9 січня               | Бристоль Роверз         | 0:0     | Стокпорт Каунті         |
| 11 січня Перегравання | Стокпорт Каунті         | 3:2     | Бристоль Роверз         |
| 9 січня               | Портсмут                | 0:0     | Вулвергемптон Вондерерз |
| 12 січня Перегравання | Вулвергемптон Вондерерз | 3:2     | Портсмут                |
| 9 січня               | Вест Гем Юнайтед        | 4:2     | Бірмінгем Сіті          |
| 9 січня               | Манчестер Юнайтед       | 2:1     | Честер Сіті             |
| 9 січня               | Плімут Аргайл           | 4:2     | Дербі Каунті            |
| 9 січня               | Крістал Пелес           | 5:1     | Бері                    |
| 9 січня               | Челсі                   | 4:1     | Нортгемптон Таун        |
| 9 січня               | Кардіфф Сіті            | 1:2     | Чарльтон Атлетік        |
| 9 січня               | Свонсі Сіті             | 1:0     | Ньюкасл Юнайтед         |
| 9 січня               | Лідс Юнайтед            | 3:0     | Саутпорт                |
| 9 січня               | Торкі Юнайтед           | 3:3     | Тоттенгем Готспур       |
| 18 січня Перегравання | Тоттенгем Готспур       | 5:1     | Торкі Юнайтед           |
| 9 січня               | Ротергем Юнайтед        | 5:1     | Лінкольн Сіті           |
| 11 січня              | Сток Сіті               | 4:1     | Блекпул                 |

## Четвертий раунд
У цьому раунді зіграли переможці попереднього етапу.
| Дата                  | Господарі               | Рахунок | Гості                   |
| --------------------- | ----------------------- | ------- | ----------------------- |
| 30 січня              | Ліверпуль               | 1:1     | Стокпорт Каунті         |
| 3 лютого Перегравання | Стокпорт Каунті         | 0:2     | Ліверпуль               |
| 30 січня              | Престон Норт-Енд        | 1:2     | Болтон Вондерерз        |
| 30 січня              | Саутгемптон             | 1:2     | Крістал Пелес           |
| 30 січня              | Редінг                  | 1:1     | Бернлі                  |
| 2 лютого Перегравання | Бернлі                  | 1:0     | Редінг                  |
| 30 січня              | Лестер Сіті             | 5:0     | Плімут Аргайл           |
| 30 січня              | Вулвергемптон Вондерерз | 2:2     | Ротергем Юнайтед        |
| 2 лютого Перегравання | Ротергем Юнайтед        | 0:3     | Вулвергемптон Вондерерз |
| 30 січня              | Сандерленд              | 1:3     | Ноттінгем Форест        |
| 30 січня              | Шеффілд Юнайтед         | 0:2     | Астон Вілла             |
| 30 січня              | Тоттенгем Готспур       | 5:0     | Іпсвіч Таун             |
| 30 січня              | Вест Гем Юнайтед        | 0:1     | Челсі                   |
| 30 січня              | Міллволл                | 1:2     | Шрусбері Таун           |
| 30 січня              | Свонсі Сіті             | 1:0     | Гаддерсфілд Таун        |
| 30 січня              | Чарльтон Атлетік        | 1:1     | Мідлсбро                |
| 1 лютого Перегравання | Мідлсбро                | 2:1     | Чарльтон Атлетік        |
| 30 січня              | Лідс Юнайтед            | 1:1     | Евертон                 |
| 2 лютого Перегравання | Евертон                 | 1:2     | Лідс Юнайтед            |
| 30 січня              | Сток Сіті               | 0:0     | Манчестер Юнайтед       |
| 3 лютого Перегравання | Манчестер Юнайтед       | 1:0     | Сток Сіті               |
| 30 січня              | Пітерборо Юнайтед       | 2:1     | Арсенал                 |

## П'ятий раунд
На цьому етапі зіграли переможці попереднього раунду.
| Дата                   | Господарі               | Рахунок | Гості                   |
| ---------------------- | ----------------------- | ------- | ----------------------- |
| 20 лютого              | Астон Вілла             | 1:1     | Вулвергемптон Вондерерз |
| 24 лютого Перегравання | Вулвергемптон Вондерерз | 0:0     | Астон Вілла             |
| 1 березня Перегравання | Астон Вілла             | 1:3     | Вулвергемптон Вондерерз |
| 20 лютого              | Болтон Вондерерз        | 0:1     | Ліверпуль               |
| 20 лютого              | Мідлсбро                | 0:3     | Лестер Сіті             |
| 20 лютого              | Манчестер Юнайтед       | 2:1     | Бернлі                  |
| 20 лютого              | Крістал Пелес           | 3:1     | Ноттінгем Форест        |
| 20 лютого              | Челсі                   | 1:0     | Тоттенгем Готспур       |
| 20 лютого              | Лідс Юнайтед            | 2:0     | Шрусбері Таун           |
| 20 лютого              | Пітерборо Юнайтед       | 0:0     | Свонсі Сіті             |
| 23 лютого Перегравання | Свонсі Сіті             | 0:2     | Пітерборо Юнайтед       |

## Шостий раунд
На цьому етапі зіграли переможці попереднього раунду.
| Дата                    | Господарі               | Рахунок | Гості             |
| ----------------------- | ----------------------- | ------- | ----------------- |
| 6 березня               | Лестер Сіті             | 0:0     | Ліверпуль         |
| 10 березня Перегравання | Ліверпуль               | 1:0     | Лестер Сіті       |
| 6 березня               | Вулвергемптон Вондерерз | 3:5     | Манчестер Юнайтед |
| 6 березня               | Крістал Пелес           | 0:3     | Лідс Юнайтед      |
| 6 березня               | Челсі                   | 5:1     | Пітерборо Юнайтед |

## Півфінали
У півфіналах зіграли команди, що перемогли на попередньому етапі.
| Дата                    | Господарі         | Рахунок | Гості             |
| ----------------------- | ----------------- | ------- | ----------------- |
| 27 березня              | Лідс Юнайтед      | 0:0     | Манчестер Юнайтед |
| 31 березня Перегравання | Манчестер Юнайтед | 0:1     | Лідс Юнайтед      |
| 27 березня              | Ліверпуль         | 2:0     | Челсі             |

## Фінал
| 1 травня 1965 |

| Ліверпуль               | 2:1 дч   | Лідс Юнайтед |
| ----------------------- | -------- | ------------ |
| Гант 93' Сент-Джон 117' | Протокол | Бремнер 100' |

| Вемблі, Лондон Глядачів: 100 000 Арбітр: Вільям Клементс |